# Iso-Marlboro IR1
Der Iso-Marlboro IR1 war ein Formel-1-Rennwagen, den das britische Motorsportteam Frank Williams Racing Cars 1973 konstruierte und in der Saison 1973 in der Formel-1-Weltmeisterschaft an den Start brachte. Ein zweites, baugleiches Fahrzeug trug die Bezeichnung Iso-Marlboro IR2. In der Automobil-Weltmeisterschaft 1974 wurde das Fahrzeug noch einmal zu drei Rennen gemeldet; in diesem Jahr trug es die Bezeichnung Iso-Marlboro FW01. In eineinhalb Jahren wurden acht Fahrer für das Auto gemeldet.

## Hintergrund
Frank Williams Racing Cars, ein Vorläufer des gegenwärtig in der Formel 1 engagierten Teams Williams F1, wurde 1968 von dem ehemaligen Rennfahrer und Rennwagenhändler Frank Williams gegründet. In den ersten Jahren des Formel-1-Engamenents war Williams ein reines Kundenteam: In der Debütsaison setzte der Rennstall einen gebrauchten Brabham BT26 ein, 1970 einen von De Tomaso konstruierten Wagen, und 1971 kamen Fahrzeuge von March (701 und 711) zum Einsatz. 1972 wurde Williams zu einem Konstrukteur: Finanziert vom italienischen Modellautohersteller Politoys, entwickelte das Team sein erstes eigenes Rennauto, den Politoys FX3. Das Fahrzeug wurde 1972 nur zweimal eingesetzt.
Mit Beginn der Formel-1-Saison 1973 wurde der italienische Sportwagenhersteller Iso Rivolta zum Hauptsponsor des Williams-Teams. Iso erwarb das Recht, die eingesetzten Rennwagen mit dem eigenen Namen zu versehen. Ein weitergehendes technisches Engagement Isos gab es nicht. Insbesondere beteiligte sich Iso nicht an der Konstruktion oder dem Aufbau der Rennwagen.
In den ersten drei Rennen des Jahres 1973 setzte das Team, das jeweils als Frank Williams Racing Cars gemeldet wurde, zwei Politoys FX3-Modelle ein, die im Hinblick auf die neuen Sponsoren die Bezeichnung Iso-Marlboro FX3B erhielten. Zu den europäischen Rennen der Formel-1-Saison 1973 traten einige Änderungen des technischen Regelwerks in Kraft. Sie betrafen in erster Linie die Crashsicherheit der Autos und schrieben unter anderem einen besseren Schutz des Fahrers und der Benzintanks bei seitlichen Zusammenstößen vor. Einige Teams passten ihre vorhandenen Rennwagen an die neuen Regeln an. Bei den 1971 konzipierten Politoys hingegen war das nicht mit verhältnismäßigem Aufwand möglich, sodass sich Frank Williams für die Entwicklung neuer Autos entschied. Daraufhin entstand der Iso-Marlboro IR1 und das weitgehend baugleiche Modell IR2, dem im Folgejahr ein drittes Exemplar mit der Bezeichnung FW03 zur Seite gestellt wurde.
Der IR1/FW01 wurde im Sommer 1974 aufgegeben. Nach dem Erscheinen des neu aufgebauten FW03 wurde dieses Exemplar an den Stammfahrer des Teams (Arturo Merzario) gegeben, der zuvor den FW02 eingesetzt hatte. Die (wechselnden) zweiten Fahrer des Teams erhielten daraufhin den FW02.

## Nomenklatur
Die 1973 verwendete Bezeichnung IR leitet sich von Iso Rivolta sowie der Zigarettenmarke Marlboro ab, die die Entwicklung und den Einsatz des Fahrzeugs finanzierten. Als Iso infolge wirtschaftlicher Schwierigkeiten zu Beginn des Jahres 1974 in Zahlungsverzug geriet, änderte Williams die Modellbezeichnung auf Iso-Marlboro FW01 (FW für Frank Williams). Obwohl der IR1 bei rückwirkender Zählung der erste Williams der FW-Familie ist, wurde das Auto nie unter der Bezeichnung Williams FW01 gemeldet.
Die auf die Buchstabenkombination folgende Ziffer (1 bzw. 01, 2 bzw. 02, 03) bezeichnet ähnlich wie bei den frühen Tyrrell-Fahrzeugen nicht, wie anderenorts üblich, die gesamte Modellreihe, sondern das einzelne Fahrgestell. Der IR1 ist demnach das erste Chassis der Baureihe IR. Erst mit dem FW04 von 1975 ging Williams dazu über, mehrere baugleiche Chassis unter einer einheitlichen Modellbezeichnung zusammenzufassen.

## Technik
Frank Williams beauftragte John Clarke mit der Konstruktion des Iso-Marlboro IR. Das Auto wird als einfach konzipiertes Modell beschrieben, dessen Karosserie kantige, als streng empfundene Linien hatte. Das Monocoque bestand aus Aluminium. Als Antrieb dienten Cosworth-DFV-Achtzylindermotoren, die Kraftübertragung erfolgte über Fünfganggetriebe von Hewland (Typ DG400). Ein problematisches Detail des IR war die Ölversorgung. Sie erwies sich als ineffektiv und verursachte beim IR1 drei Motorschäden.
Im Herbst 1973 überarbeitete Gian Paolo Dallara die Aufhängungsgeometrie.

## Renneinsätze
In den frühen 1970er-Jahren setzte Frank Williams mehr oder weniger regelmäßig zwei Fahrzeuge ein. Dabei ging er jeweils zweigleisig vor: Eines der Fahrzeuge wurde jeweils während der gesamten Saison für einen Stammfahrer gemeldet, während das zweite Fahrzeug an wechselnde Piloten vermietet wurde. 1973 meldete Williams sieben und 1974 vier verschiedene Fahrer für das zweite Auto.

### 1973: Iso-Marlboro IR1

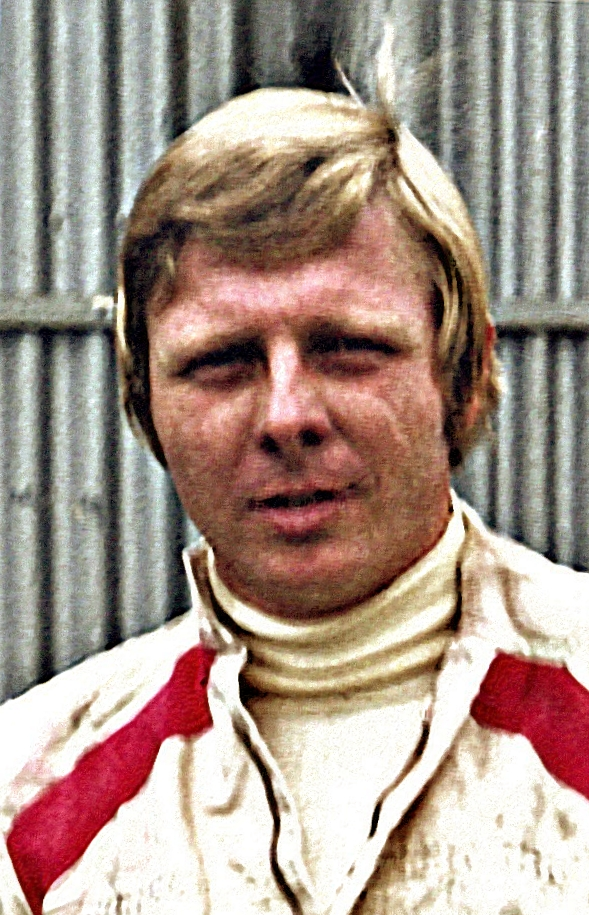
Fuhr im IR1 die ersten Weltmeisterschaftspunkte für Williams als Konstrukteur ein: Gijs van Lennep

Stammfahrer war 1973 Howden Ganley. Er fuhr durchgängig den IR2.
Der IR1 wurde anfänglich an Nanni Galli gegeben. Gallis Verpflichtung war mit der Zusage seiner Sponsoren verbunden gewesen, das Williams-Team finanziell zu unterstützen. Als die in Aussicht gestellten Zahlungen bis Mai 1973 ausblieben, ersetzte Williams den Italiener zum Großen Preis von Schweden durch den dänischen Rennfahrer Tom Belsø, der seinerseits Sponsorzahlungen zusagte. Belsø fuhr im Training den IR1 und qualifizierte sich für den letzten Startplatz. Da seine Sponsoren bis zum Rennsonntag abredewidrig nicht zahlten, ließ Williams den Dänen nicht am Rennen teilnehmen.
In Frankreich und Deutschland fuhr Henri Pescarolo den zweiten Iso-Marlboro. In seinem Heimrennen auf dem Circuit Paul Ricard fiel er infolge eines technischen Fehlers aus, auf dem Nürburgring wurde er Zehnter.
In Großbritannien meldete Williams Graham McRae für den IR1. Der neuseeländische Debütant qualifizierte sich für den 28. und letzten Startplatz. Beim Start hielt er sich am Ende des Feldes. Nach einem schweren Unfall am Ende der ersten Runde, an dem neun Fahrzeuge beteiligt waren, wurde das Rennen zunächst abgebrochen. Nach 90-minütiger Unterbrechung wurde das Rennen wieder aufgenommen. McRae stellte sich zusammen mit 18 anderen Fahrern zum Neustart auf. Noch in der Startaufstellung erlitt sein Auto einen Kupplungsdefekt, sodass sich der IR1 sich nicht von der Stelle bewegte. McRae musste das Rennen daraufhin beenden.
Ab dem Großen Preis der Niederlande übernahm Gijs van Lennep dreimal den IR1. Bei seinem Heimrennen auf dem Circuit Zandvoort, bei dem Roger Williamson tödlich verunglückte, kam van Lennep als Sechster ins Ziel. Er erzielte damit den ersten Weltmeisterschaftspunkt für Williams als Konstrukteur. In Österreich und in Italien kam van Lennep nicht mehr in die Punkteränge. In Kanada fuhr Tim Schenken den IR1. Er wurde mit fünf Runden Rückstand 14. Beim letzten Rennen der Saison in den USA schließlich fuhr mit Jacky Ickx ein etablierter und erfahrener Pilot für Williams. Ickx war in der ersten Saisonhälfte Stammfahrer bei Ferrari gewesen, hatte das Team aber im Sommer verlassen, weil er über die mangelnde Konkurrenzfähigkeit der Scuderia unzufrieden war. Im Qualifikationstraining war er eine halbe Sekunde langsamer als sein Teamkollege Ganley. Er qualifizierte sich für Startplatz 24. Das Rennen beendete er auf Rang sieben.
Zu dem Punkt, den van Lennep in den Niederlanden im IR1 erzielt hatte, kam ein weiterer Punkt, den Ganley in Kanada im IR2 erreichte. Williams beendete die Saison 1973 mit zwei Punkten auf Rang 10 der Konstrukteursmeisterschaft.

### 1974: Iso-Marlboro FW01

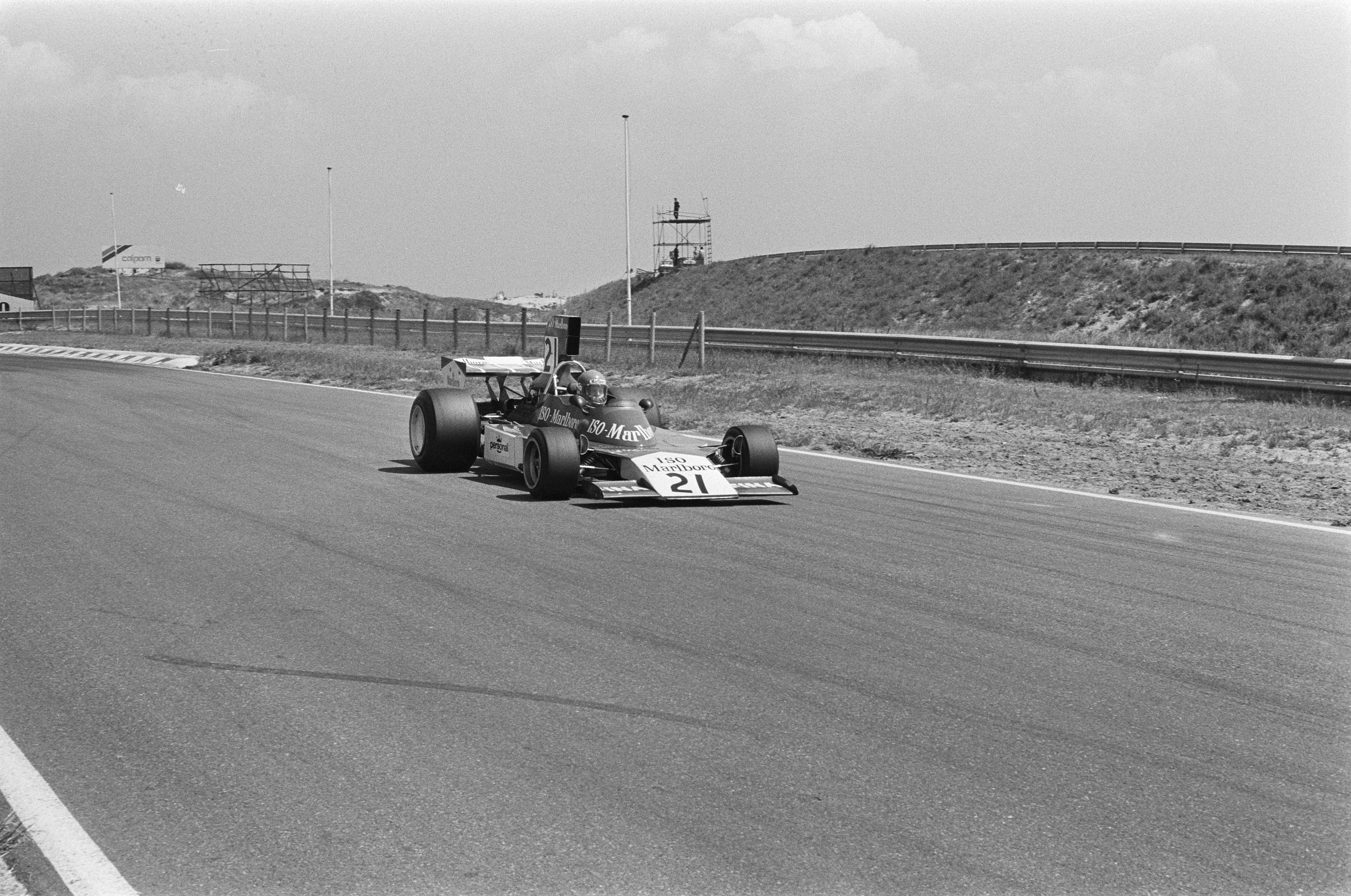
Gijs van Lennep im Iso-Marlboro FW01 beim Qualifikationstraining zum Großen Preis der Niederlande 1974

Der IR1, der nun als FW01 bezeichnet wurde, erschien 1974 dreimal. Stammfahrer war in diesem Jahr Arturo Merzario. Er fuhr in den südamerikanischen Rennen den nun als FW02 bezeichneten IR2. Beginnend mit den europäischen Rennen erhielt er den neu aufgebauten FW03, während der FW02 an die (wechselnden) zweiten Fahrer gegeben wurde, woraufhin der FW01 obsolet wurde.
Beim Großen Preis von Südafrika wurde der FW01 für Tom Belsø gemeldet. Während sich Merzario im FW02 für den dritten Startplatz qualifizierte und damit das bis dahin beste Trainingsergebnis für ein von Williams gemeldetes Auto erzielte, reichte Belsøs Trainingszeit nur für Startplatz 27. Im Rennen kam Belsø nicht über die erste Runde hinaus. Nach ein paar hundert Metern brach die Kupplung, sodass er vorzeitig aufgeben musste.
Beim Großen Preis von Schweden meldete Williams erneut Tom Belsø für den FW01. Belsø qualifizierte sich im Training für den Startplatz 22, beschädigte aber bei einem Unfall den Wagen, sodass der IR für das Rennen nicht einsatzbereit war. Das zweite Fahrzeug, der FW02, war eigentlich für Richard Robarts vorgesehen, der kurzfristig den erkrankten Stammfahrer Arturo Merzario ersetzte. Robards scheiterte im FW02 bereits an der Vorqualifikation. Um wenigstens mit einem Auto in Anderstorp an den Start zu gehen, gab Frank Williams den FW02 für dieses Rennen an Belsø.
Für den Großen Preis der Niederlande wurde der FW01 wie schon im Vorjahr für Gijs van Lennep gemeldet, und für das anschließende Rennen in Frankreich war das Debüt Jean-Pierre Jabouilles im FW01 vorgesehen. Beide Fahrer verpassten die Qualifikation.
Williams gab den FW01 im Sommer 1974 auf. Einige Komponenten des Autos wurden im folgenden Jahr für den neuen FW04 wiederverwertet.

## Rennergebnisse (Formel-1-Weltmeisterschaftsläufe)
| Fahrer                           | Chassis- Bezeichnung             | 1 | 2 | 3   | 4  | 5   | 6   | 7   | 8   | 9   | 10 | 11 | 12 | 13  | 14 | 15 | Punkte | Rang |
| -------------------------------- | -------------------------------- | - | - | --- | -- | --- | --- | --- | --- | --- | -- | -- | -- | --- | -- | -- | ------ | ---- |
| Automobil-Weltmeisterschaft 1973 | Automobil-Weltmeisterschaft 1973 |   |   |     |    |     |     |     |     |     |    |    |    |     |    |    | 1      | 10.  |
| N. Galli                         | Iso-Marlboro IR1                 |   |   |     | 11 | DNF | DNF |     |     |     |    |    |    |     |    |    | 1      | 10.  |
| T. Belsø                         | Iso-Marlboro IR1                 |   |   |     |    |     |     | DNS |     |     |    |    |    |     |    |    | 1      | 10.  |
| H. Pescarolo                     | Iso-Marlboro IR1                 |   |   |     |    |     |     |     | DNF |     |    | 10 |    |     |    |    | 1      | 10.  |
| G. McRae                         | Iso-Marlboro IR1                 |   |   |     |    |     |     |     |     | DNF |    |    |    |     |    |    | 1      | 10.  |
| G. van Lennep                    | Iso-Marlboro IR1                 |   |   |     |    |     |     |     |     |     | 6  |    | 9  | DNF |    |    | 1      | 10.  |
| T. Schenken                      | Iso-Marlboro IR1                 |   |   |     |    |     |     |     |     |     |    |    |    |     | 14 |    | 1      | 10.  |
| J. Ickx                          | Iso-Marlboro IR1                 |   |   |     |    |     |     |     |     |     |    |    |    |     |    | 7  | 1      | 10.  |
| Automobil-Weltmeisterschaft 1974 | Automobil-Weltmeisterschaft 1974 |   |   |     |    |     |     |     |     |     |    |    |    |     |    |    | 0      | 10.  |
| T. Belsø                         | Iso-Marlboro FW01                |   |   | DNF |    |     |     |     |     |     |    |    |    |     |    |    | 0      | 10.  |
| G. van Lennep                    | Iso-Marlboro FW01                |   |   |     |    |     |     |     | DNQ |     |    |    |    |     |    |    | 0      | 10.  |
| J.-P. Jabouille                  | Iso-Marlboro FW01                |   |   |     |    |     |     |     |     | DNQ |    |    |    |     |    |    | 0      | 10.  |

| Legende  | Legende            | Legende                                                          |
| Farbe    | Abkürzung          | Bedeutung                                                        |
| -------- | ------------------ | ---------------------------------------------------------------- |
| Gold     | –                  | Sieg                                                             |
| Silber   | –                  | 2. Platz                                                         |
| Bronze   | –                  | 3. Platz                                                         |
| Grün     | –                  | Platzierung in den Punkten                                       |
| Blau     | –                  | Klassifiziert außerhalb der Punkteränge                          |
| Violett  | DNF                | Rennen nicht beendet (did not finish)                            |
| Violett  | NC                 | nicht klassifiziert (not classified)                             |
| Rot      | DNQ                | nicht qualifiziert (did not qualify)                             |
| Rot      | DNPQ               | in Vorqualifikation gescheitert (did not pre-qualify)            |
| Schwarz  | DSQ                | disqualifiziert (disqualified)                                   |
| Weiß     | DNS                | nicht am Start (did not start)                                   |
| Weiß     | WD                 | zurückgezogen (withdrawn)                                        |
| Hellblau | PO                 | nur am Training teilgenommen (practiced only)                    |
| Hellblau | TD                 | Freitags-Testfahrer (test driver)                                |
| ohne     | DNP                | nicht am Training teilgenommen (did not practice)                |
| ohne     | INJ                | verletzt oder krank (injured)                                    |
| ohne     | EX                 | ausgeschlossen (excluded)                                        |
| ohne     | DNA                | nicht erschienen (did not arrive)                                |
| ohne     | C                  | Rennen abgesagt (cancelled)                                      |
| ohne     | keine WM-Teilnahme |                                                                  |
| sonstige | P/fett             | Pole-Position                                                    |
| sonstige | 1/2/3/4/5/6/7/8    | Punktplatzierung im Sprint-/Qualifikationsrennen                 |
| sonstige | SR/kursiv          | Schnellste Rennrunde                                             |
| sonstige | *                  | nicht im Ziel, aufgrund der zurückgelegten Distanz aber gewertet |
| sonstige | ()                 | Streichresultate                                                 |
| sonstige | unterstrichen      | Führender in der Gesamtwertung                                   |